# 金均貞
金均貞（8世纪—836年），新罗宗室，追封成德王，元聖王之孙，神武王、憲安王之父。
哀莊王三年（802年）十二月，哀莊王授金均貞为大阿湌，爲假王子，想要让他到倭國作为质子，金均貞推辭。憲德王四年（812年），憲德王以金均貞爲侍中。憲德王十四年（822年），金憲昌作乱，伊湌金均貞和儿子大阿湌金祐徵参与讨伐金憲昌。金均貞等在黃山作战获胜。興德王十年（835年）二月，興德王拜阿湌金均貞爲上大等，侍中金祐徵以父金均貞入相，上表请求解職。興德王十一年（836年）興德王去世后，金均貞、金悌隆都想爲君。侍中金明拥立金悌隆，金祐徵、金禮徵、金陽拥立金均貞。金陽中箭，與金祐徵等逃走，金均貞遇害，金悌隆即位为僖康王。